# 阿爾哈拉路龍屬
阿爾哈拉路龍屬（學名：Arkharavia）是蜥脚形亚目的一屬，生存於白堊紀晚期的西伯利亞。

## 化石
化石發現於俄羅斯阿穆爾州的昆杜爾鎮（Kundur），該地是個富產恐龍化石的地點，屬於Udurchukan組地層，地質年代為白堊紀末期的馬斯垂克階。除了阿爾哈拉路龍，該地區還發現賴氏龍亞科的阿穆爾龍、扇冠大天鵝龍、卡戎龍、以及櫛龍亞科的克貝洛斯龍、烏拉嘎龍。
阿爾哈拉路龍的正模標本（編號AEIM N. 2/418）包含了一顆牙齒、數節的近側尾椎。尾椎的椎體前後緣略呈鞍形狀。
模式種是鞍形阿爾哈拉路龍（A. heterocoelica），是在2010年由尤瑞·波奴特斯基（Yuri L. Bolotsky）與阿里法諾夫（V. R. Alifanov）所叙述、命名。属名是由化石發現地的阿尔哈拉、拉丁文的路（via）所構成；而种名则是指鞍形椎体的前段尾椎。

## 分類
阿爾哈拉路龍最初被歸類於巨龍形類，被認為可能與生活在下白垩纪阿根廷的泰坦巨龙类丘布特龙有接近親緣關係。根據2012年的新研究，發現其脊椎具有鴨嘴龍科的特徵。